# Київська брама (Глухів)

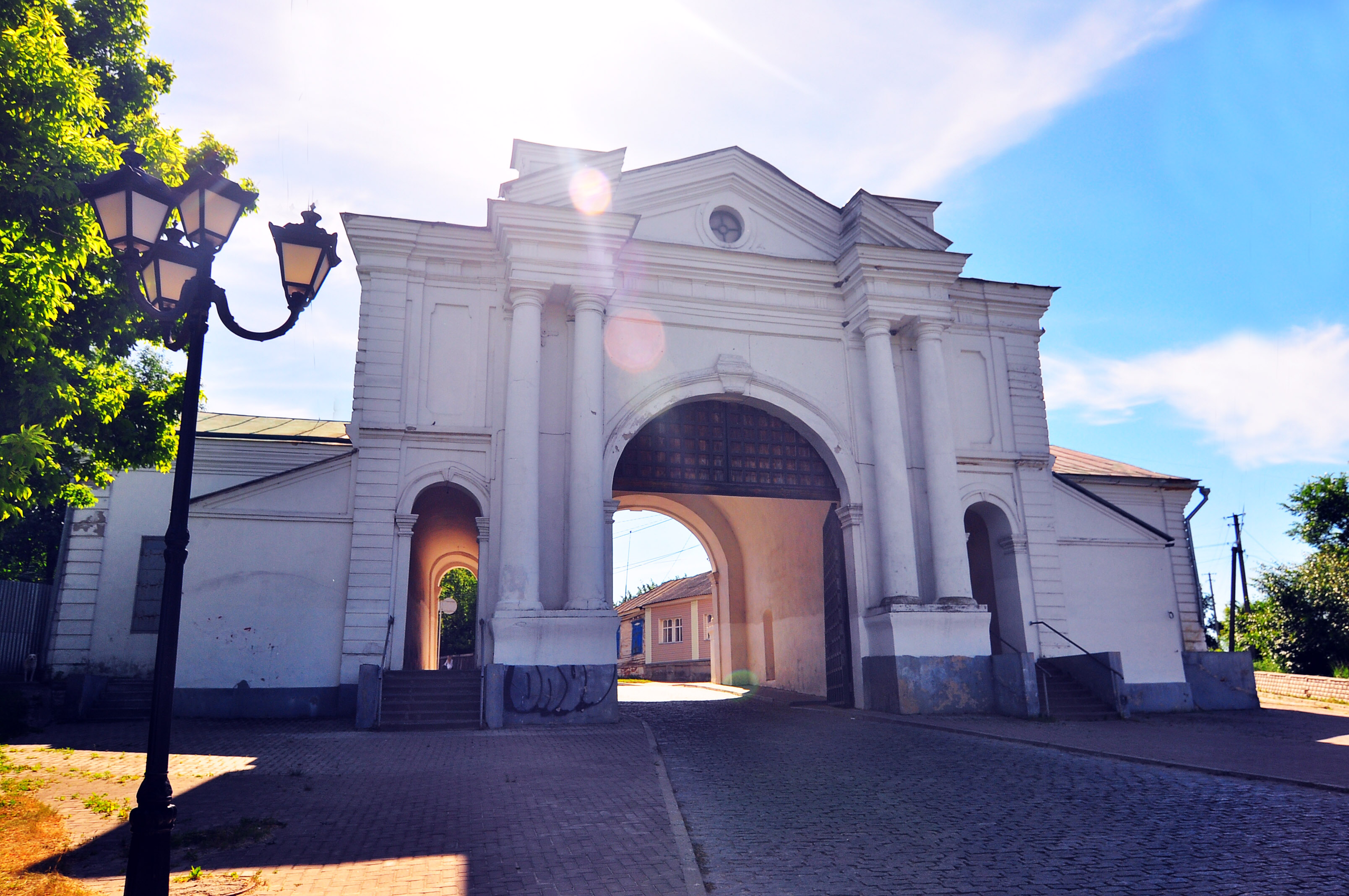
Вїзна брама міста Глухова

Київська брама — єдина споруда Глухівської фортеці, яка збереглась до наших днів. Брама (інша назва — Тріумфальні ворота) була споруджена на земляному валу фортеці у 1749 році інженером Юхимом Наумовим спочатку дерев'яною з мостом через рів. А протягом 1766–1769 (або 1766–1785) років за проектом архітектора Андрія Квасова на честь візиту імператриці Катерини II до Глухова споруджено муровану Київську браму, що мала ідентичне архітектурне вирішення.
Київська брама була не лише оборонною спорудою, а й своєрідною митницею — пункт перевірки паспортів подорожніх. Брама розташована на західному краю історичного середмістя, над заплавою річки Есмань і є пам'яткою архітектури національного значення. Висота брами — 7,5 м, ширина — 28 м, глибина — 16 м.
Під час Другої світової війни пам'ятка була зруйнована, проте у 1953–1954 та 1957 роках коштом відділу будівництва і архітектури її повністю розібрали та реставрували. Роботи виконувала Полтавська дільницею Чернігівської міжобласної науково-реставраційної майстерні. У 1970 та 1990–1992 пам'ятку також реставрували і зараз вона має первісний вигляд.

## Опис
Київська брама збудована у класицистичному стилі з елементами бароко. В ній по осі розташовано тунель для проїзду. З боків арку оточують низькі приміщення (прибудови). Фасади оформлені колонами, які містяться на п'єдесталах. Над колонами розташований карниз та фронтон. Ворота арки нагадують будівлю з двосхилим дахом.

## Галерея

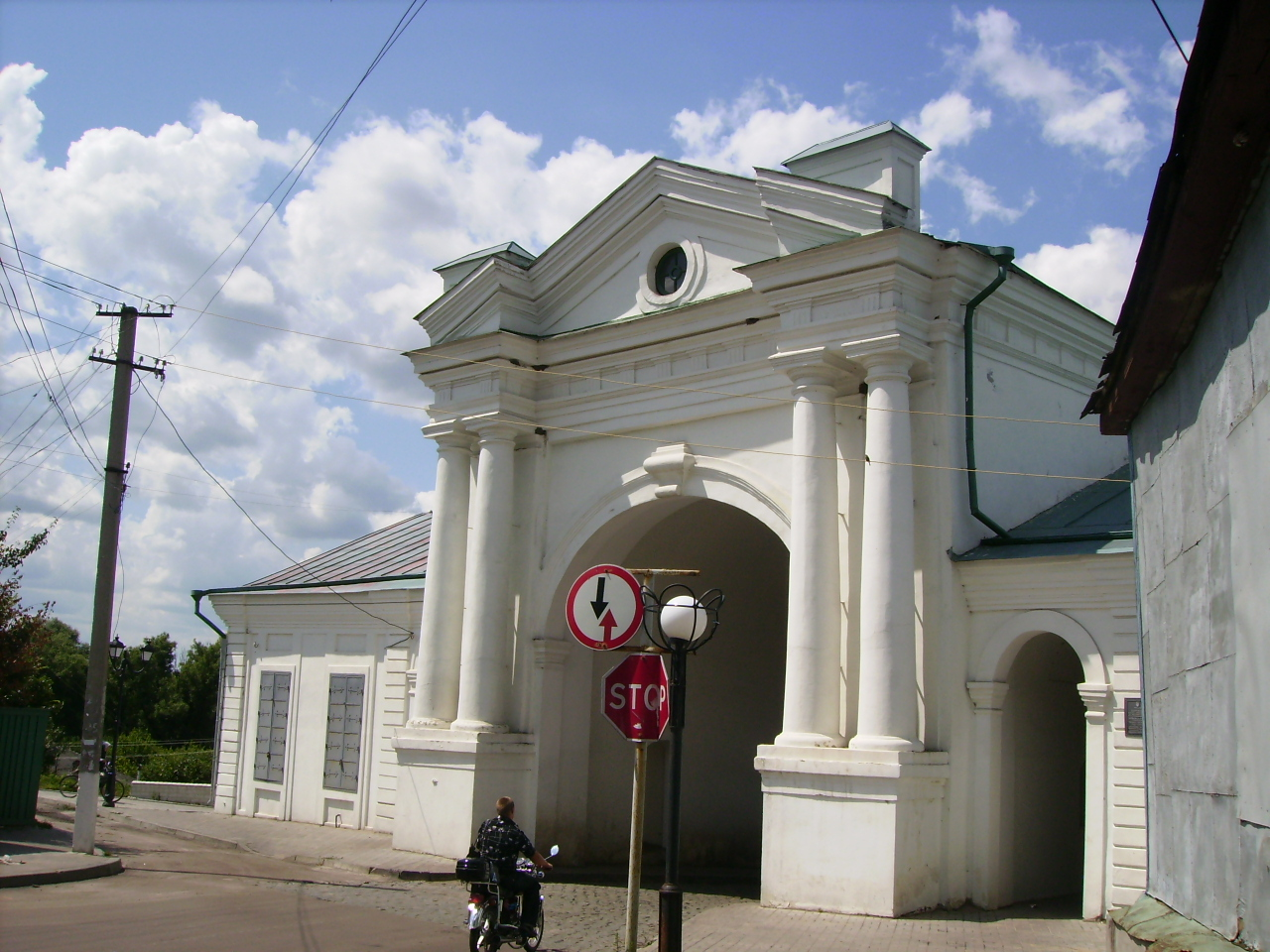
Київська брама, вигляд сзаду. 2009 рік

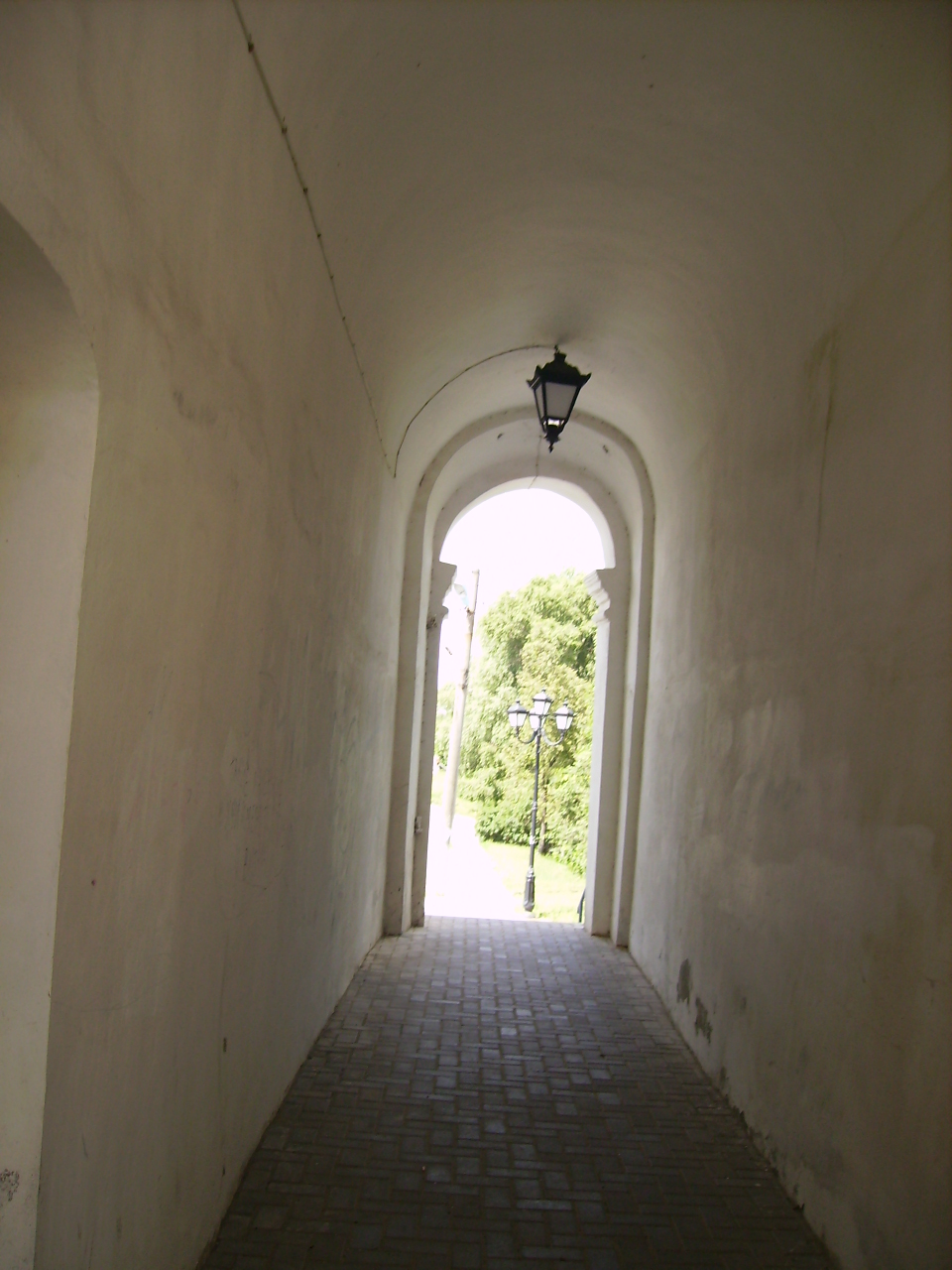
Київська брама. Прохід для пішоходів.